# Copa de Campeones de la Concacaf 2000
La Copa de Campeones 2000 fue la trigésimo sexta edición de la Copa de Campeones de la Concacaf, torneo de fútbol a nivel de clubes más importante de Norteamérica, Centroamérica y el Caribe organizado por la Concacaf. El torneo se desarrolló del 16 al 21 de enero de 2001. 
El campeón fue Los Angeles Galaxy estadounidense, quién derrotó en la final por 3-2 ante el Olimpia de Honduras y conquistó su primer título continental. Estos dos equipos representarían a la confederación en el Campeonato Mundial de Clubes 2001, pero, al final fue cancelado.

## Equipos participantes
| País                     | Equipo                         | Clasificación                                                                                         |
| ------------------------ | ------------------------------ | --- |
| México 2 cupos           | C.F. Pachuca Deportivo Toluca  | Campeón del Invierno 1999 Campeón del Verano 2000                                                     |
| Estados Unidos 2 cupos   | D.C. United Los Angeles Galaxy | Campeón de la MLS Cup 1999 Subcampeón de la MLS Cup 1999                                              |
| Honduras 2 cupos         | C.D. Olimpia Real C.D. España  | Campeón de la Copa Interclubes de la Uncaf 2000 Tercer puesto de la Copa Interclubes de la Uncaf 2000 |
| Costa Rica 1 cupo        | L.D. Alajuelense               | Subcampeón de la Copa Interclubes de la Uncaf 2000                                                    |
| Trinidad y Tobago 1 cupo | Joe Public F.C.                | Campeón del Campeonato de Clubes de la CFU 2000                                                       |

## Resultados
|  | Cuartos de final | Cuartos de final |             |                  | Semifinales | Semifinales |             |              | Final        | Final       |  |
|  | 16 y 17 de enero | 16 y 17 de enero |             |                  | 19 de enero | 19 de enero |             |              | 21 de enero  | 21 de enero |  |
|  |                  |                  |             |                  |             |             |             |              |              |             |  |
|  |                  |                  |             |                  |             |             |             |              |              |             |  |
|  | LA Galaxy (pen.) | 0 (5)            |             |                  |             |             |             |              |              |             |  |
|  | LA Galaxy (pen.) | 0 (5)            |             |                  |             |             |             |              |              |             |  |
|  | Real España      | 0 (3)            |             |                  |             |             |             |              |              |             |  |
|  | Real España      | 0 (3)            |             | LA Galaxy (pen.) | 1 (4)       |             |             |              |              |             |  |
|  |                  |                  |             | LA Galaxy (pen.) | 1 (4)       |             |             |              |              |             |  |
|  |                  |                  | D.C. United | 1 (2)            |             |             |             |              |              |             |  |
|  | D.C. United      | 2                | D.C. United | 1 (2)            |             |             |             |              |              |             |  |
|  | D.C. United      | 2                |             |                  |             |             |             |              |              |             |  |
|  | Alajuelense      | 1                |             |                  |             |             |             |              |              |             |  |
|  | Alajuelense      | 1                |             |                  |             |             |             | LA Galaxy    | 3            |             |  |
|  |                  |                  |             |                  |             |             |             | LA Galaxy    | 3            |             |  |
|  |                  |                  | Olimpia     | 2                |             |             |             |              |              |             |  |
|  | Toluca           | 0                | Olimpia     | 2                |             |             |             |              |              |             |  |
|  | Toluca           | 0                |             |                  |             |             |             |              |              |             |  |
|  | Olimpia          | 1                |             |                  |             |             |             |              |              |             |  |
|  | Olimpia          | 1                |             | Olimpia          | 4           |             |             | Tercer lugar | Tercer lugar |             |  |
|  |                  |                  |             | Olimpia          | 4           |             |             | Tercer lugar | Tercer lugar |             |  |
|  |                  |                  | Pachuca     | 0                |             |             |             |              |              |             |  |
|  | Pachuca          | 1                | Pachuca     | 0                |             |             | D.C. United | 1            |              |             |  |
|  | Pachuca          | 1                |             |                  |             |             | D.C. United | 1            |              |             |  |
|  | Joe Public       | 0                |             |                  |             |             |             |              | Pachuca      | 2           |  |
|  | Joe Public       | 0                |             |                  |             |             |             |              | Pachuca      | 2           |  |
|  |                  |                  |             |                  |             |             |             |              |              |             |  |

### Cuartos de final
| 16 de enero de 2001 | Toluca | 0:1 (0:0) | Olimpia  | Spartan Stadium, San José |  |
|                     |        |           | Lima 86' |                           |  |

| 16 de enero de 2001 | Pachuca              | 1:0 (0:0) | Joe Public | Spartan Stadium, San José |  |
|                     | Caballero 72' (pen.) |           |            |                           |  |

| 17 de enero de 2001 | D.C. United            | 2:1 (1:0) | Alajuelense       | Spartan Stadium, San José |  |
|                     | Talley 15' · Olsen 90' |           | Arnáez 74' (pen.) |                           |  |

| 17 de enero de 2001 | Los Angeles Galaxy | 0:0 (5:3 p.) | Real España | Spartan Stadium, San José |  |

### Semifinal
| 19 de enero de 2001 | Olimpia                        | 4:0 (1:0) | Pachuca | Los Angeles Memorial Coliseum, Los Ángeles |  |
|                     | Costa 35' 57' 77' · Chacón 49' |           |         |                                            |  |

| 19 de enero de 2001 | Los Ángeles Galaxy                        | 1:1 (0:0) (4:2 p.)         | D.C. United                                  | Los Angeles Memorial Coliseum, Los Ángeles |                                |
|                     | Vanney 29' (pen.)                         |                            | Etcheverry 48' (pen.)                        | Asistencia: 7,475 espectadores             | Asistencia: 7,475 espectadores |
|                     |                                           | Tiros desde el punto penal |                                              |                                            |                                |
|                     | - Vanney - Elliott - Vagenas - Cienfuegos |                            | - Talley - Agoos - Desconocido - Desconocido |                                            |                                |

### Tercer lugar
| 21 de enero de 2001 | D.C. United | 1:2 (1:0) | Pachuca                  | Los Angeles Memorial Coliseum, Los Ángeles |  |
|                     | Talley 33'  |           | Deras 14' · Arellano 38' |                                            |  |

### Final
| 21 de enero de 2001 | Los Angeles Galaxy              | 3:2 (2:1) | Olimpia                       | Los Angeles Memorial Coliseum, Los Ángeles |  |
|                     | Hendrickson 36' 78' · Jones 39' |           | Tosello 34' (pen.) · Lima 51' |                                            |  |

|            | POR        | Kevin Hartman       |     |
|            | DEF        | Greg Vanney         |     |
|            | DEF        | Alexi Lalas         |     |
|            | DEF        | Paul Caligiuri      |     |
|            | MED        | Zak Ibsen           |     |
|            | MED        | Ezra Hendrickson    |     |
|            | MED        | Simon Elliott       |     |
|            | DEL        | Mauricio Cienfuegos | 92' |
|            | DEL        | Cobi Jones          |     |
|            | DEL        | Adam Frye           | 60' |
|            | DEL        | Peter Vagenas       |     |
| Entrenador | Entrenador | Sigi Schmid         |     |

|            | POR        | Donaldo González      |     |
|            | DEF        | Gerson Vásquez        |     |
|            | DEF        | Samuel Caballero      |     |
|            | DEF        | Robert Lima           |     |
|            | DEF        | Nerlin Membreño       |     |
|            | MED        | Cristian Santamaría   |     |
|            | MED        | Danilo Javier Tosello |     |
|            | MED        | Carlos Paez           |     |
|            | MED        | José Luis Pineda      | 88' |
|            | MED        | Álex Pineda Chacón    | 82' |
|            | DEL        | Denilson Costa        |     |
| Entrenador | Entrenador | Edwin Pavón           |     |

|  | DEL | Sasha Victorine | 60' |
|  | DEL | Brian Kelly     | 92' |

|  | MED | Arnold Cruz       | 82' |
|  | MED | Reynaldo Tilguath | 88' |

| Anotado | 36' | Ezra Hendrickson | 1:1 |
| Anotado | 39' | Cobi Jones       | 2:1 |
| Anotado | 78' | Ezra Hendrickson | 3:2 |

| Anotado · Penal | 34' | Danilo Tosello | 1:0 |
| Anotado         | 39' | Robert Lima    | 2:2 |

| Árbitro | Desconocido |

|            | POR        | Kevin Hartman       |     |
|            | DEF        | Greg Vanney         |     |
|            | DEF        | Alexi Lalas         |     |
|            | DEF        | Paul Caligiuri      |     |
|            | MED        | Zak Ibsen           |     |
|            | MED        | Ezra Hendrickson    |     |
|            | MED        | Simon Elliott       |     |
|            | DEL        | Mauricio Cienfuegos | 92' |
|            | DEL        | Cobi Jones          |     |
|            | DEL        | Adam Frye           | 60' |
|            | DEL        | Peter Vagenas       |     |
| Entrenador | Entrenador | Sigi Schmid         |     |

|            | POR        | Donaldo González      |     |
|            | DEF        | Gerson Vásquez        |     |
|            | DEF        | Samuel Caballero      |     |
|            | DEF        | Robert Lima           |     |
|            | DEF        | Nerlin Membreño       |     |
|            | MED        | Cristian Santamaría   |     |
|            | MED        | Danilo Javier Tosello |     |
|            | MED        | Carlos Paez           |     |
|            | MED        | José Luis Pineda      | 88' |
|            | MED        | Álex Pineda Chacón    | 82' |
|            | DEL        | Denilson Costa        |     |
| Entrenador | Entrenador | Edwin Pavón           |     |

|  | DEL | Sasha Victorine | 60' |
|  | DEL | Brian Kelly     | 92' |

|  | MED | Arnold Cruz       | 82' |
|  | MED | Reynaldo Tilguath | 88' |

| Anotado | 36' | Ezra Hendrickson | 1:1 |
| Anotado | 39' | Cobi Jones       | 2:1 |
| Anotado | 78' | Ezra Hendrickson | 3:2 |

| Anotado · Penal | 34' | Danilo Tosello | 1:0 |
| Anotado         | 39' | Robert Lima    | 2:2 |

| Árbitro | Desconocido |

| Bandera de Estados Unidos            |
| Campeón Los Angeles Galaxy 1° título |

## Goleadores
| Jugador          | Equipo             | Goles |
| ---------------- | ------------------ | ----- |
| Denilson Costa   | Olimpia            | 3     |
| Ezra Hendrickson | Los Angeles Galaxy | 2     |
| Carey Talley     | Los Angeles Galaxy | 2     |
| Robert Lima      | Olimpia            | 2     |